# Controvèrsia del capital de Cambridge
La Controvèrsia del capital de Cambridge, també coneguda com el debat de les dues Cambridge o Debat sobre el Capital va ser un debat sobre la naturalesa i mesurament del capital com a factor de producció i la influència de tal concepció en la distribució del producte resultant, entre diversos economistes associats, d'una banda, amb la Universitat de Cambridge en el Regne Unit (tals com Joan Robinson i Piero Sraffa) i, per l'altre amb l'Institut Tecnològic de Massachusetts (MIT) a Cambridge, Massachusetts (Estats Units), amb autors tals com Paul Samuelson i Robert Solow. Altres autors que van participar inclouen, en el costat “europeu” Luigi Pasinetti i Nicholas Kaldor i, en el costat “nord-americà” David Levhari i Edwin Burmeister.
Com és obvi, aquests autors representen dos de les grans tendències en el desenvolupament de la disciplina en els començaments de la segona meitat del segle xx. Punt Robinson com Sraffa sent associats amb l'anomenat postkeynesianisme (exercint forta influència fins i tot en el present en l'economia heterodoxa) i Samuelson i Solow sent dues dels grans representants de l'anomenada síntesi clàssic-keynesiana, que va dominar el pensament econòmic en aquest període.
Alguns han suggerit que la major influència del debat va ser el desenvolupament d'alguns aspectes metodològics, però sense major importància amb relació a matèries teòriques de fons en la disciplina. Per a uns altres, serveix, almenys potencialment, com a introducció a l'anàlisi d'alguns dels aspectes més complexos de l'economia de principis del segle xxi. Des d'aquest punt de vista es pot afirmar que no hi ha acord, fins i tot en el present, sobre la importància i conclusions del debat.

## Descripció general
Ostensiblement el punt central del debat va ser sobre concepcions del capital i els problemes relacionats amb el seu càlcul i agregació. Una economia capitalista es caracteritza per dos sistemes de preus. Un d'ells és el sistema de preus dels béns com a producte, el segon és el preu dels actius de capital del sistema. El sistema de preus de la producció depèn en gran manera els salaris i els beneficis, mentre que el preu dels actius de capital del sistema depèn de les estimacions en el present dels beneficis esperats o futurs, presents estimacions dels nivells d'incertesa involucrades en possibles desenvolupaments, la capitalització actual i les taxes dels fluxos dels beneficis. El problema es fa evident quan considerem que els béns físics embolicats en tots dos casos són els mateixos: les inversions són, d'acord amb teoria, consum posposat, o, en altres paraules, béns el consum final dels quals és deferit. Però si aquests béns tenen dos preus, quin és, en general, el que s'hauria d'usar per a càlculs?.
L'aparent simplicitat del problema delineat va portar ràpidament a complexitats. L'escola del Cambridge del Regne Unit, partint de la base que no hi ha (o, almenys, no s'observa en la pràctica) un punt d'equilibri econòmic i que les tècniques econòmiques són determinades per factors no purament econòmics (és a dir, externament a l'àrea formal de la disciplina), suggerint que, conseqüentment, un prenedor de decisions econòmiques no s'enfronta a mercats totalment oberts a la mobilitat i competència amb relació a l'ingrés addicional de factors, sinó més aviat ha de triar entre tècniques i situacions predeterminades per factors exògens, proposa que el capital és millor entès com un instrument que busca preservar valor econòmic. Això va ser estès per Piero Sraffa, qui va afirmar que hi ha una relació d'intercanvi (trade-off) entre salaris i guanys (el que implica una competència entre aquests factors pel resultat del procés de producció, la qual cosa, al seu torn, influència el valor del capital). D'altra banda, els partidaris de la síntesi clàssic-keynesiana en el MIT suggereixen que, atès que el sistema almenys tendeix a un equilibri, proposen que el capital és millor entès com un instrument o mesura financera d'un valor econòmic variable, que pot ser vist com un factor completa o essencialment mòbil en el procés de producció, és a dir, com constituint un factor que es poden moure fàcil i ràpidament, d'acord amb les lleis del mercat competitiu, d'un sector econòmic a un altre i triar una tècnica de producció o una altra amb la mateixa facilitat.
El debat, en realitat, va abastar molts altres temes, punt directa com indirectament, principalment sobre assumptes de principi i problemes conceptuals, i va ser conduït en un llenguatge principalment matemàtic i de lògica formal, però alguns dels elements centrals es poden explicar en termes senzills. No hi ha unanimitat entre els economistes sobre els resultats i implicacions del debat.
Entre aquests altres aspectes es troben assumptes d'ètica (específicament, el com es justifica la distribució del benefici del procés econòmic). Aquests aspectes, més enllà d'un breu esment, no seran explorats en el que segueix.

## Teló de fons i inici
En economia, tal com generalment s'ensenya en el present, es considera que la Funció de producció és un dels conceptes bàsics. Propostes d'aquestes relacions es remunten als clàssics, i van ser formalitzades —a partir de l'auge del marginalismo i el neoclassicisme per autors tals com Johann Heinrich von Thünen, Knut Wicksell i Philip Wicksteed; treballs que van culminar (en 1928) en la coneguda Funció de producció de Cobb-Douglas.
En els textos introductoris a la disciplina la funció es presenta, generalment, en forma simplificada, com les relacions en un sistema amb sol dos factors de producció i un sol producte (que pot ser utilitzat immediatament en consum o "estalviat" com a inversió). Per exemple:
{\displaystyle Y=F(K,L)\,}

En la qual I és ja sigui l'Ingrés Nacional o el PIB, K el capital i L treball (labour). (Noti's que I és de vegades reemplaçat per Q en la qual Q es pot considerar la Quantitat total (total Quantity) de riquesa produïda en un període determinat per aquests recursos (és a dir, tot el produït menys tot el gastat en la producció). Aquesta última formulació era l'original, i, com es vora, emfatitza el problema.
En models més complicats de l'equilibri general —tals com el model de creixement de Solow — aquesta formula es representi com 
{\displaystyle Y=fA(K,L)\,}
en la qual A és el factor tecnològic.
En tots aquests models s'assumeix que tots els "tipus de treball" i totes les "unitats de capital" són homogeni entre si mateixes però heterogenis amb relació a l'altre concepte (per exemple, qualsevol tipus de treball és directament comparable a qualsevol altre, però tots són diferents a qualsevol tipus d'inversió). En qualsevol cas, punt el treball com el capital es mesuren en unitats físiques.
A partir de l'anterior, generalment s'avancen una varietat de propostes que són tractades com a implicacions de la relació. Entre les principals es poden explicar: que la formulació és una representació simplificada però adequada de la realitat d'un sistema econòmic extens. (noti's com l'exemple és explícitament sobre un sistema amb sol dos factors i un producte, però el resultat és l'ingrés o producte nacional). Una altra "implicació' que convé mantenir present és que la fórmula representa una justificació adequada per a la distribució de la renda del producte entre els factors: punt el capital com el treball contribueixen al producte total, per tant tots dos tenen un dret justificat al resultat. La distribució més justa d'aquest resultat és en relació als preus o costos relatius de factor (o productivitat marginal). La validesa o no d'aquestes assumpcions, al costat d'altres similars, van constituir molts dels subargumentos del debat.
El debat mateix va començar amb la següent observació de Joan Robinson:
"A l'estudiant de teoria econòmica se li ensenya a escriure Q • f (L, K), on L és una quantitat de treball, K una quantitat de capital i Q una taxa de producció de les mercaderies. Se li instrueix assumir tots els treballadors com a iguals, i a mesurar L en hores-home de treball, se li diu alguna cosa sobre el problema de nombres índexs en l'elecció d'una unitat de producció, i se li apressa al següent assumpte, en l'esperança que s'oblidi de preguntar en quines unitats es mesura K. Abans que ell ho pregunti, s'ha convertit en un professor, i així els hàbits de pensament descurat es transmeten d'una generació a la següent".
L'observació és deceptivamente simple. Crida atenció al fet que concepcions d'un capital en general estan, igual que concepcions generals del treball (i, per aquesta matèria, del producte), exposades a l'anomenat problema de l'agregació, és a dir, que igual que no es pot simplement agregar peres i pomes, o treball manual o físic simple i treball qualificat o intel·lectual, agregar coses tals com a martells; tractors; escalpelos o computadores també condueix a complicacions. Com podem calcular, per exemple, la suma real i la contribució del "capital agregat" quan es consideren un conjunt d'empreses que produeixen molts tipus de béns i serveis, empleant milers o milions de treballadors i una multitud d'eines i maquines, utilitzant diverses formes de divisió del treball.
La resposta, tradicionalment suggerida als estudiants, és que punt el producte com el capital agregat es mesuren en diners (és a dir, que el "capital industrial" es tracta com a Capital financer). Això permet construir models econòmics assumint que, donat un equilibri, d'una banda, l'estalvi és consum deferit i igual, en suma, a la inversió, i, per l'altre, que la tornada d'aquesta inversió és igual al productivitat marginal de la mateixa, la qual cosa al seu torn permet simplificar enormement els càlculs econòmics (i, circularment, avala l'existència de l'equilibri). Per contra, si el valor dels béns de capital és diferent del valor dels bé de "consum diferit", el càlcul es dificulta.

## L'assumpte de l'agregació en la funció de producció
Com s'ha vist a dalt, en el tractament usual de la funció de producció punt l'estalvi com la inversió es consideren homogenis, la qual cosa permet mesurar-los en la mateixa unitat. Igualment homogeni és el valor dels insumos i/o béns intermedis. Si considerem aquest consum deferit i els insumos com a components del capital en la seva contribució a la producció, podem suggerir que punt aquests elements com el capital mateix esdevé un guany que, paral·lelament al salari en el cas del factor treballo, en el cas del capital és la taxa d'interès (r) o taxa de guany (R).
La forma tradicional d'agregar el valor dels béns de capital és multiplicar el nombre d'unitats (per exemple, deu tractors i vint pales) pel seu preu, i sumar el total de quantitats obtingudes. No obstant això, Robinson assenyala, i Saffra posteriorment, que aquesta manera de mesurar la quantitat total de capital depèn tant o més de la taxa de guany que de la quantitat de capital invertit. En altres paraules, la taxa d'interès és crucial per determinar la suma del capital.
En presentar aquest argument, Sraffa comença notant que el problema del mesurament i concepció del capital es remunta a l'economia clàssica. Per als clàssics el capital, atès que la inversió és equivalent a l'estalvi i aquest al seu torn és consum posposat, és matemàticament equivalent a la diferència entre tot el que es produeix i tot el que es consumi en el procés durant un període donat. Però aquesta diferència és també la plusvàlua o "nova riquesa" produïda en un període donat. El problema, del que els clàssics eren conscients, apareix quan notem que la inversió depèn de la taxa de guany. Aquesta taxa de guany depèn dels preus de mercat, però aquests depenen al seu torn de la taxa de guany. Com és obvi, hi ha en l'argument una circularidad que, si bé necessàriament no ho invalida, ho converteix en poc útil des de la perspectiva analítica: no podem determinar els preus de mercat sense conèixer la taxa de guany, però la taxa de guany no pot ser determinada sense conèixer els preus de mercat. D'aquesta forma, no podem valuar les inversions i, conseqüentment, no es pot determinar el valor del capital. Tampoc ho podem derivar lògicament del valor del treball (com sent el valor restant que queda de la suma total del producte després que es paguen salaris) atès que el treball i el capital no són homogenis entre si. Així, tret que aquesta derivació sigui utilitzada simplement per convenció o algun altre mecanisme, no hi ha cap raó aparent per la qual la diferència monetària entre la suma dels salaris i el del producte hagi de ser el cost del capital. (Es podria al·legar, com alguns de fet van fer, que tota la plusvàlua és producte del treball i només del treball).
A partir de l'anterior Robinson argumenta (op. cit) que la variació entre la taxa de treball i el valor total dels béns utilitzats en els diferents sectors econòmics, en un mercat competitiu en equilibri i assumint que la taxa de guany és igual en tots els sectors, implica que el preu dels béns de capital en els sectors amb ús intensiu del factor treballo hauria de ser major que en el de sectors intensius en capital, perquè la taxa de guany segueixi sent la mateixa en els diferents sectors. Addicionalment, la intensitat d'ús del capital canvia de manera diferent en els sectors productius de béns de capital, la qual cosa augmenta la complexitat del problema. Però, conversamente, si la taxa de guany varia, no es pot esperar que el preu dels béns o agregacions aleatòries dels mateixos romanguin constants. En tots dos casos la conclusió és la mateixa: si la taxa de guany (o interès) és la mateixa a través dels diferents sectors econòmics, els preu d'un mateix tipus de béns de capital no poden ser uniformes. Si la taxa és diferent, els preus dels béns no poden ser constants (Robinson, op. cit).
Per exemple, considerese un ben qualsevol (que serà utilitzat com a inversió). Òbviament el preu del mateix no pot ser igual, assumint que la resta de les condicions romanen constants, si aquest bé s'embeni a un guany de 10 % que si s'embeni a 20 % de guany. D'altra banda, suposant que s'embeni a la mateixa taxa de guany, el "salari" dels factors no pot ser igual si es produeix utilitzant alts nivells d'inversió de capital que quan aquests nivells són baixos. A alts nivells d'ús del capital, la productivitat del factor cabdal (d'acord amb la interpretació neoclàssica mateixa) decau. Per tant, el seu cost hauria de decaure.
En resum, d'acord amb Robinson, el capital fix és heterogeni i no es pot agregar com el capital financer. Aquest últim es mesura en unitats monetàries i fàcilment es pot afegir.
Addicionalment Saffra va suggerir que aquesta és una relació inversa a la causalitat assumida per teoria neoclàssica de la producció entre la taxa de guany i la quantitat de capital. D'acord amb aquesta teoria, específicament, d'acord amb la llei dels rendiments decreixents, un augment en la quantitat de capital utilitzat ha de reduir la taxa de guany. Sraffa va mostrar matemàticament que, per contra, un canvi en la taxa de guany provoca un canvi no lineal del valor de les inversions. Aquesta anàlisi suggereix que un ús més intensiu d'un factor de producció — no només el capital— pot portar a situacions que incrementarien el preu d'aquest factor.
Segons els seus proponents, aquesta anàlisi aixeca serioses dubtes sobre la visió neoclàssica dels preus com a indicador d'escassetat en general i, en particular, sobre el suggeriment de la principi de substitució, que es deriva de la teoria d'oferta i demanda, concretament, en relació al funcionament dels béns de capital.
No obstant això, els economistes neoclàssics no veuen cap gran problema. Segons ells és suficient agregar el valor en diners de tots els béns amb la finalitat d'obtenir la suma total de capital. Això és, òbviament, una simplificació però una simplificació permissible a nivells introductoris i com a mecanisme per estudiar relacions generals, no una representació fidel de la realitat. Òbviament, això no resol realment el problema de com es generalitza al nivell nacional, la qual cosa eventualment va portar al suggeriment -per Samuelson i uns altres - que el capital pot ser estudiat utilitzant les anomenades Funcions Surrogadas de Producció (també conegudes com a Funcions de producció per capita), que busquen relacionar la productivitat d'un treballador qualsevol amb la "quantitat" de capital que utilitzi, amb el preu d'aquest últim determinat d'acord "al mercat competitiu".
En l'actualitat generalment es considera que el suggeriment de les 'Funcions Surrogadas de Producció' no és teòricament satisfactòria. D'altra banda, funcionen bé a nivell empíric. Això implica que l'assumpte roman sense resolució final.

## L'assumpte dels efectes de Wicksell
Un altre assumpte que va formar part important del debat van ser l'existència o no (potencialment derivada de la discussió ressenyada més amunt) i conseqüències dels anomenats efectes de Wicksell.
S'entén per 'efectes de Wicksell la conseqüència en la valuación d'un bé de capital ocasionats per canvis ja sigui en condicions físic-temporals (efectes reals, per exemple: depreciació; obsolescència, etc) o en el conjunt de béns de capital (efectes nominals). Aquests efectes suggereixen que avaluar els béns de capital en la pràctica és extremadament difícil.
Els efectes de Wicksell més rellevants al debat són els nominals. Aquests són: retorns o recanvis (reswitchings en anglès) i reversions.
El recanvi o tornada significa que no existeix una relació simple o "una a una" (monòtona) entre la naturalesa de les tècniques de producció utilitzats i la taxa de guany. Per exemple, podem veure una situació en la qual una tècnica de producció determinada A minimitza els de costos de producció en una condició de baixa taxa de guanys, sent reemplaçada per una tècnica B quan la taxa de guany augmenta. Però, en augmentar la taxa de guany encara més, l'empresa troba convenient retornar a utilitzar la tècnica A.
Aquestes tornades possibiliten l'existència de la reversió: una associació entre altes taxes de guany del capital (o costos alts del capital) i l'ús de tècniques de producció que fan ús intensiu de béns de capital.
Aquests efectes s'estenen més enllà dels problemes d'agregació ja delineats. És possible, per exemple, observar-los a nivell microeconòmic, és a dir, veure que una empresa en particular, confrontant un increment en el preu del capital, troba efectiu passar d'utilitzar una tècnica A a tècnica B, per posteriorment tornar a utilitzar la tècnica A.
Òbviament aquests efectes qüestionen una de les propostes generals de la posició neoclàssica: l'alça del preu d'un factor (en aquest cas, el capital) hauria de portar a una reducció en el seu ús. Si el recanvi i la inversió existeixen, tal proposada no és valguda.
Conseqüentment una de les primeres reaccions del costat neoclàssic va ser negar l'existència —o, almenys, la rellevància — dels efectes. No obstant això, eventualment Samuelson i uns altres van haver de reconèixer que existeixen i tenen validesa general, és a dir, tenen rellevància al problema en qüestió.
Eventualment Samuelson va escriure que: "El fenomen de retornar amb una taxa d'interès molt baixa a un conjunt de tècniques que havien semblat viables només a una taxa d'interès molt altes implica una mica més que dificultats esotèriques. Això demostra que la simple història explicada per Jevons, Böhm-Bawerk, Wicksell i altres escriptors neoclàssics — al·legant que, en la mesura que la taxa d'interès disminueix a conseqüència de l'abstenció de consum present en favor del futur, la tecnologia ha d'arribar a ser, en algun sentit, "més complexa" ("more roundabout" en l'original), "més mecanitzada" "i "més productiva " — no pot ser universalment vàlida."
La resposta de Robinson introdueix l'última fase del debat, fase que, en un cert sentit, s'estén al present.
En aquest article Robinson essencialment argumenta que l'important dels efectes de Wicksell no és que existeixin certes situacions sorprenents, aparentment paradoxals, sinó el punt metodologico que el valor del capital aquesta contínuament variant. Això implica que concebre l'economia com tenint o tendint a un punt d'equilibri (en el qual, per exemple, el produït iguala als ingressos i les inversions igualen a l'estalvi, etc) és erroni. Hi ha, si es vol, molts punts d'equilibri. I presentar una fórmula basada en aquest suposat equilibri únic com tenint aplicació o validesa general condueix a error (l'error que Robinson al·lega a l'inici del debat) perquè oculta aquesta realitat essencial de qualsevol economia. (Robinson, op. cit).
La posició de Robinson generalment s'interpreta com significant que és possible derivar formulacions sobre cadascuna d'una varietat de situacions, teòriques o reals, en equilibri. És possible i legitimo comparar aquestes formulacions, però no derivar regles generals comunes a totes les evolucions que portarien o van portar a aquestes situacions.
L'anterior porta a considerar l'anomenada dependència del camí, l'efecte que el desenvolupament d'un sistema econòmic té en el seu resultat teòric estable. O, en altres paraules, els diversos tipus d'equilibris que es poden obtenir seguint diferents models de creixement econòmic.
Noti's que la proposta implica que resultats (o "equilibris") profundament diferents es poden obtenir a partir de circumstàncies objectives similars. El resultat depèn no només d'aquestes condicions sinó també de com s'esculli utilitzar-les.
Aprofundint es podria suggerir que potser seriosa més apropiat parlar de dos tipus d'influència: la de la història i la de les expectacions dels actors econòmics.
Però potser una de les implicació més important del suggeriment és que les polítiques econòmiques (o les polítiques d'economia política) que s'escullin, incloent coses tals com la definició de l'equilibri econòmic, tenen una importància major en els desenvolupaments econòmics. Això ens porta a un concepte central per a l'economia de finalitats del segle XX i principis del XXI: el d'equilibri dinàmic.